# 치사상어속
치사상어속(Odontaspis)은 악상어목 치사상어과에 속하는 2개의 상어 속 중의 하나이다.

## 특징
큰눈뱀상어는 몸길이가 약 3.6m까지 자라고 범상어는 약 4.1m이다. 긴 원추형의 주둥이을 가진 몸이 넓은 상어로 등지느러미와 뒷지느러미가 넓고, 꼬리지느러미의 하엽이 강하다. 이빨이 크고 끝이 유난히 좁고 뾰족하다.

## 하위 종
- 범상어 또는 치사상어 (O. ferox) (A. Risso, 1810)
- 큰눈뱀상어 또는 큰눈타이거상어 (O. noronhai) (Maul, 1955)
- † O. aculeatus Capetta & Case, 1975
- † O. speyeri (Dartevelle & Casier, 1943)
- † O. winkleri Leriche, 1905